# Osasco Voleibol Clube
El Osasco Voleibol Clube es un club brasileño de voleibol femenino con sede en Osasco, San Pablo, Brasil. Juega en la máxima categoría del vóley de Brasil, la Superliga Série A.

## Historia
El Osasco Voleibol Clube nació en 2009 cuando heredó jugadores y un lugar en la Superliga por parte de la Associação Desportiva Classista Finasa, que, después de la pérdida del patrocinador principal, decidió centrar sus actividades en las categorías juveniles. El nuevo club contó con el respaldo económico del municipio de Osasco, mientras que Nestlé se convirtió en su patrocinador, primero a través de su marca principal y luego con las etiquetas Sollys y Molico. Los colores del club cambiaron de blanco-rojo al naranja, blanco y azul, adoptando en un principio el nombre Sollys/Osasco por razones de marketing. Así es como el club debutó en el Campeonato Paulista, donde perdió la final contra Esporte Clube Pinheiros. En 2009 disputó el  Campeonato Sudamericano de Clubes, que ganó tras derrotar al Rio de Janeiro Vôlei Clube, resultado que repitió en la Superliga. En ambas victorias, el resultado se vio reforzado por los dos títulos de MVP de la capitana del equipo Jaqueline de Carvalho.
La temporada 2010-11 comienza con el tercer lugar en el campeonato estatal y con el segundo triunfo consecutivo en el campeonato sudamericano de clubes, donde Adenízia da Silva recibe el premio al mejor jugador, Natália Pereira el de mejor atacante, Welissa Gonzaga el de mejor servicio, Carolina Albuquerque mejor armadora, Thais Barbosa mejor defensa y Camila Brait mejor líbero. La victoria le permite al club participar en el retorno del Campeonato Mundial de clubes, donde cayó en la final por 3-0 frente al Fenerbahçe Spor Kulübü; con un consuelo magro para Thaísa de Menezes y Carolina Albuquerque, galardonadas respectivamente como mejor atacante y mejor armadora. En la Superliga brasilera, fue derrotado en la final por el Vôlei Clube de Río de Janeiro, que se impuso por 3-0.
La próxima temporada vio al Osasco perder la final del Campeonato Paulista contra el Esporte Clube Futuro. En el campeonato sudamericano de clubes consiguió su tercer triunfo, con un plantel compuesto esencialmente por suplentes; aun así logró llevarse ganar siete premios individuales de ocho disponibles: Jaqueline de Carvalho nuevamente jugadora más valiosa y mejor servicio, Ivna Marra mejor atacante, Larissa de Souza mejor bloqueo, Karine Guerra mejor armadora, Silvana Papini mejor receptora, Camila Brait mejor líbero. En la Copa Mundial de Clubes, sin embargo, las cosas no van bien: Osasco termina en un decepcionante tercer puesto y solo Adenízia da Silva se destaca como mejor bloqueadora del torneo. La temporada se cierra con la victoria por segunda vez en la Superliga brasileña, en una tercera final consecutiva contra Río de Janeiro, esta vez derrotado con una total de 3-0; Josefa de Souza recibe al mejor jugador de la final y mejor armadora, la habitual Adenízia da Silva es la mejor bloqueadora y Camila Brait la mejor receptora.
La temporada 2012-13 comienza de manera extraordinaria, con la victoria en el Campeonato Paulista contra Campinas Voleibol Clube. Le siguió la cuarta corona en el Campeonato Sudamericano de clubes, con otra lluvia de premios: las recién llegadas Sheilla de Castro y Fernanda Garay son, respectivamente, MVP y mejor receptora; el resto de los premios se divide entre las habituales Jaqueline, Adenízia, Fabíola, Thaísa y Camila Brait, respectivamente el mejor servicio, la mejor atacante, mejor armadora, mejor bloqueadora y mejor líbero. El 19 de octubre de 2012, ganan el tercer título en pocos meses y se consagran campeones del mundo en la Copa del Mundo de clubes, venciendo en la final al Rabitə Baku de Azerbaiyan; Sheilla es nuevamente la mejor jugadora y también el mejor atacante, Thaísa la otra mejor atacante, Jaqueline mejor receptora y Camila Brait nuevamente mejor líbero. Después de los tres títulos al comienzo de la temporada, en el campeonato alcanzó la cuarta final en otras tantas participaciones una vez más frente a oponentes habituales del club Río de Janeiro; después de tres finales dominadas por Rio, esta vez el Osasco logró llevar una ventaja de dos sets a cero, pero finalmente cayó derrotado por 3-2.
Por unos años el club fue un destino frecuente para jugadoras serbias, fichando para la temporada 2015-16 a Sanja Malagurski, en la temporada siguiente a las jugadoras de selección Tijana Malesevic y Ana Bjelica y en 2017-18 a Nadja Ninkovic. Con esta última jugadora el equipo logró su tercera Copa de Brasil en enero de 2018. Esa misma temporada, luego de quedar eliminado en semifinales de la Superliga brasilera, la empresa Nestlé decidió terminar la asociación con el club.

## Palmarés
- Superliga Serie A de Brasil:
  - Títulos (5): 2002–03, 2003–04, 2004–05, 2009–10, 2011–12
- Campeonato Sudamericano de Clubes de Voleibol:
  - Títulos (4):  2009 , 2010 , 2011 , 2012
- Top Voleibol Internacional Femenino:
  - Títulos (2): 2004, 2014
- Copa Salonpas:
  - Títulos (4): 2001, 2002, 2005, 2008
- Copa Brasil de Voleibol:
  - Títulos (3): 2008, 2014, 2018
- Campeonato Paulista de Voleibol Femenino:
  - Títulos (16): 1994, 1996, 2001, 2002, 2003, 2004, 2005, 2006, 2007, 2008, 2012, 2013, 2014, 2015, 2016, 2017